# Річки Півночі
«Річки Півночі» (рос. Реки Севера) — науково-популярна книга, присвячена річкам та озерам Північного краю. Книга розповідає про такі озера та річки півночі
- річки
  - Онега
  - Північна Двіна
  - Вичегда
  - Сухона
  - Мезень
  - Печора
- озера
  - Воже
  - Лача
  - Кубенське озеро
  - Голодна Губа.

Автором книги є Ільїна Ліана Львівна спільно з Граховим Олександром Миколайовичом. Книга видана в 1987 році у видавництві Гидрометеоиздат тиражем 80500 екземплярів. Рецензент Соколов. А.А — доктор географічних наук.